# La Nuova Italia
La Nuova Italia este o editură fondată la Veneția în 1926 de Elda Bossi și soțul ei, Giuseppe Maranini. După ce a funcționat o scurtă perioadă la Perugia editura și-a mutat sediul în 1930, sub conducerea lui Ernesto Codignola, la Florența. Ea a avut sediul, începând din 1958, în Piazza Indipendenza nr. 29 a capitalei toscane, iar în 1972 s-a mutat în clădirea comandată special arhitectului Edoardo Detti din Via Antonio Giacomini. Condusă ulterior de Tristano Codignola și, după moartea lui în 1981, de fiii săi, editura a intrat în criză și a fost vândută, între 1996 și 1998, grupului Rizzoli Corriere della Sera (RCS).
Conducerea companiei a urmărit întotdeauna, pe lângă alegerea liniei editoriale, asimilarea inovațiilor tehnologice, iar centrul său de procesare electronică a datelor era unul dintre cele mai avansate de la vremea sa, sub conducerea florentinului Alessandro Rizzotti.
Logo-ul editurii este compus dintr-un greier, figură fantastică și grotescă a unui om format dintr-un cap așezat direct pe picioare, prezentă, de exemplu, în pictura lui Hieronymus Bosch.

## Publicații
Una dintre cele mai cunoscute publicații ale editurii a fost Il Ponte, revistă lunară de politică și literatură, fondată de Piero Calamandrei și de alți intelectuali în aprilie 1945 la Florența, cu scopul de a studia și aprofunda gândirea culturală după eliberarea Italiei. Il Ponte a fost condusă de Enzo Enriques Agnoletti și Corrado Tumiați, cu Giuseppe Favati ca secretar de redacție. Piero Calamandrei a scris câteva articole pentru această revistă din 1945 până în 1947.
Revista Il Ponte a publicat colecția Quaderni del Ponte din care au făcut parte următoarele cărți: Diplomazia clandestina (1955) de Emilio Lussu; La libertà religiosa in Italia (1956) de Aldo Capitini, Cesare Magni, Lamberto Borghi, Giorgio Peyrot; Memorie partigiane (1957) de Nardo Dunchi; La guerra finisce la guerra continua (1957) de Maria Luigia Guaita; Lettere ad Ernesto (1958) de Elide Rossi; Ricordi dei fratelli Rosselli de Alessandro Levi; Gaetano Salvemini nel cinquantennio liberale de Enzo Tagliacozzo, un eseu care prezintă viața și gândirea lui Salvemini, un istoric, educator, scriitor politic și om de acțiune până la apariția fascismului; La Resistenza a Firenze (1961) de Carlo Francovich.
Scuola e città a fost o revistă lunară pe teme educaționale și de politică școlară, care l-a avut ca prim director pe Ernesto Codignola (1950) și mai târziu pe Lamberto Borghi. Rivista critica di storia della filosofia apărea trimestrial, sub coordonarea unui comitet format din Mario Dal Pra, Eugenio Garin și Giulio Preti; Rivista geografica italiana, cu o apariție trimestrială, era condusă de Roberto Almagià și Aldo Sestini, apoi de Aldo Sestini, Bruno Nice și Giuseppe Barbieri; Tempi moderni dell'economia, della politica e della cultura (1958) prezenta lunar subiecte de sociologie și politică, sub conducerea lui Fabrizio Onofri; Cooperazione educativa, condusă de Giuseppe Tamagnini, se ocupa cu activitatea profesorilor; Il sedicesimo, bollettino bibliografico trimestrale delle Edizioni La Nuova Italia era trimis gratuit tuturor celor care îl solicitau. Alte reviste au fost: Il Ponte+l'Astrolabio (condusă de Ferruccio Parri) și Rivista storica del socialismo (1958, condusă de Luigi Cortesi).
Editura a publicat în limba engleză studiul Diogenes de Roger Caillois, care prezintă progresele obținute în domeniul științelor umaniste; revista Politica e mezzogiorno, coordonată de Beniamino Finocchiaro din 1973 până în 1982; revista Angelus Novus (1964) condusă de Massimo Cacciari și Cesare De Michelis, axată pe problemele culturii literare; și revista Archivio per l'antropologia e la etnologia condusă de Alberto Marzi.
La Nuova Italia a editat seria Il pensiero classico, care cuprinde, printre altele, cărțile La comprensione del soggetto umano nell'antichità classica (1967) de Rodolfo Mondolfo, lucrare care studiază ideile filosofilor, poeților și moraliștilor greci și romani, care au caracterizat gândirea modernă, I pensatori del nostro tempo, inclusiv Natura e condotta dell'uomo (1922) de John Dewey, care examinează raporturile dintre natura umană și mediul social, și Solone (1958) de Agostino Masaracchia, cu o analiză a ideilor religioase, morale și politice ale lui Solon, împreună cu studiul personalității sale și a culturii literare din Atena vremurilor sale.
Din colecția Problemi di psicologia fac parte, printre altele, L'esplorazione del carattere del fanciullo (1958) de Ernst Boesch; Giudizio e ragionamento nel bambino (1924), lucrare clasică de psihologie elaborată de Jean Piaget, cartea Questiones de iuris subtilitatibus, redactată sub coordonarea lui Ginevra Zanetti, operă a școlii irneriene alcătuită între anii 1125 și 1137, inclusă în Biblioteca di studi Superiori n.XVI, Sezione Giuridica, testi medievale di Francesco Calasso.
În ianuarie 1967 editura a început publicarea seriei Il Castoro (coordonată de Franco Mollia), care prezenta lunar o operă a unui scriitor italian sau străin. Primul titlu al acestei serii a fost Cassola de Rodolfo Macchioni Jodi, o carte care a fost tipărită în tipografia Giuntina din Florența în februarie 1967.
Din 1974 până în 1993 editura a publicat o serie de monografii dedicate regizorilor de film numită Il Castoro Cinema.

## Legături externe
- Site web oficial